# Додешть (комуна)
Додешть, Додешті (рум. Dodești) — комуна у повіті Васлуй в Румунії. До складу комуни входять такі села (дані про населення за 2002 рік):
- Додешть (1562 особи) — адміністративний центр комуни
- Урдешть (300 осіб)

Комуна розташована на відстані 255 км на північний схід від Бухареста, 33 км на південь від Васлуя, 92 км на південь від Ясс, 103 км на північ від Галаца.

## Населення
У 2009 року у комуні проживали 1833 особи.